# Анчика Думас
„Анчика Думас“ је југословенски филм из 1977. године. Режирао га је Дејан Мијач, а сценарио је писао Александар Поповић.

## Улоге
| Глумац           | Улога                              |
| ---------------- | ---------------------------------- |
| Милена Дравић    | Анчика Думас                       |
| Борис Бузанчић   | Јури                               |
| Милош Жутић      | Павле Думас                        |
| Петар Краљ       | Бориша Видић (судија за прекршаје) |
| Душан Почек      | Иследник                           |
| Ђурђија Цветић   | Викторија                          |
| Бранислав Лечић  | Милиционер ()                      |
| Мирољуб Лешо     | Милиционер ()                      |
| Биљана Милановић | Дете                               |
| Игор Первић      | Дете                               |
| Бранко Петковић  | Конобар                            |
| Стеван Шалајић   | Американац (туриста)               |
| Рамиз Секић      | Јовановић (боксер)                 |